# Kościół Matki Bożej Częstochowskiej w Rabce-Zdroju
Kościół Matki Bożej Częstochowskiej w Rabce-Zarytem – kościół parafialny zlokalizowany w Zarytem (części Rabki-Zdroju, województwo małopolskie).

## Historia
W 1815 wybudowano na terenie Zarytego kapliczkę murowaną, do której w 1927, z inicjatywy lokalnych właścicieli tartaku i młyna, dostawiono przybudówkę z drewna. W 1977 w miejscu tej przybudówki wymurowano ściany z pustaków oraz cegieł. Bez zezwolenia władz komunistycznych, w ciągu trzech dni powstał zalążek nowego kościoła (inicjatorem był ks. Bolesław Wawak). Obecną świątynię wybudowano w 1982, już po uzyskaniu stosownych zezwoleń. Budowę wspomagali mieszkańcy Zarytego, a wspierał ich ówczesny metropolita krakowski Karol Wojtyła (25 stycznia 1978 odwiedził Zaryte). W 1987 poświęcono kościół (kard. Franciszek Macharski), a 24 czerwca 1989 powołano lokalną parafię. Parafianie ufundowali w 2000 roku dzwonnicę z dzwonami pochodzącymi z Ludwisarni Zbigniewa Felczyńskiego w Taciszowie, są to:
- "Jan Paweł II Papież" o wadze ~970kg; średnicy dolnej ~1180mm; jego ton f', dzwon nigdy nie dzwoni sam,
- "Kard. Stefan Wyszyński" o wadze ~580kg; średnicy dolnej ~960mm; jego ton gis', dzwoni codziennie o 12:00,
- "Ks. Jerzy Popiełuszko" o wadze ~290kg; średnicy dolnej ~780mm; jego ton c", dzwoni 10 min przed Mszami,
Wszystkie dzwony odzywają się 30 min przed Mszami w niedzielę, oraz przed wieczornymi Mszami w dni powszednie. Dzwony są pamiątką Roku Jubileuszowego. Dodatkowo przed dzwonnicą umieszczono rzeźbę Chrystusa Zbawiciela.
Pierwotna kapliczka z 1815 zachowana jest do dziś w obrębie kościoła.